# Comunitat de municipis de la Península de Crozon
La Comunitat de municipis de la Península de Crozon (CCPC) (en bretó Kumuniezh kumunioù Gourenez Kraozon) és una estructura intercomunal francesa, situada al département del Finisterre a la regió Bretanya. Té una extensió de 194,15 kilòmetres quadrats i una població de 16.706 habitants (2008).

## Història
La Comunitat de comunes de la Península de Crozon fou creada en 1994, després de la dissolució del sindicat intercomunal amb vocació múltiple (SIVOM) de 1973.

## Composició
Agrupa set comunes :
1. Argol
2. Camaret-sur-Mer
3. Crozon
4. Landévennec
5. Lanvéoc
6. Roscanvel
7. Telgruc-sur-Mer